# Viktor-Bubanj-Kaserne
Koordinaten: 43° 50′ 41″ N, 18° 21′ 59″ O
Die Kaserne „Viktor Bubanj“ war eine Kaserne der JNA in Sarajevo, die während des Bosnienkriegs offiziell als Militärgefängnis der bosnischen Regierungstruppen diente. Sie war nach dem ehemaligen Generalstabschef der JNA Viktor Bubanj († Oktober 1972) benannt, bekam zu Beginn des Krieges aber – nach einem gefallenen Kommandanten der ARBiH – den Namen Ramiz Salčin. Inzwischen wurde der Gebäudekomplex im Zentrum Sarajevos, Kraljice Jelene 88, zum Sitz der Staatsanwaltschaft und als Untersuchungsgefängnis umgebaut.
Human Rights Watch berichtet von zahlreichen Misshandlungen an bosnischen Serben zwischen 1992 und 1995.
Die Vereinigung serbischer Lagerinsassen der Republika Srpska spricht von über 2000 Zivilisten, die in diesem Lager gefoltert, misshandelt oder umgebracht wurden. 2003 wurde ein Mahnmal zur Erinnerung an die Opfer des Lagers aufgestellt.